# Glenallachie
Glenallachie je škotski single malt viski, ki ga proizvajajo v istoimenski destilarni.

## Zgodovina destilarne
Destilarno je leta 1967 zgradilo podjetje Charles Mackinlay & Co. na bregu reke Lour Burn. Zgradba je delo arhitekta Williama Delme Evansa in je tipična enonadstropna stavba šestdesetih let 20. stoletja.
Vodo za hlajenje destilarna pridobiva iz zajetij, ki so nastala z zajezitvijo reke, po uporabi pa vročo vodo črpajo nazaj v zajetja. Vodo za mešanje viskija črpajo iz vrtin v granitni podlagi. Pozemne zaloge vode se napajajo iz staljenega snega okoliških hribov.

## Viski
Za destilacijo se uporablja ječmen, ki je le kratek čas izpostavljen šotnemu dimu. V destilarni uporabljajo en bazen za namakanje sladu, 6 kotlov za prvo destilacijo ter 4 srednje velike kotle za drugo destilacijo. Prvi kotli so na sredini stisnjeni, kotli za drugo žganje pa imajo klasično čebulno obliko. Viski zori v starih hrastovih sodih ameriškega bourbona, single malt pa kratek čas zori tudi v starih sodih šerija.
Glenallachie single malt polnijo pri starosti 12 in 16 let. 12-letni viski zori v starih sodih bourbona in gre na trg razredčen na 40% volumenskih delov alkohola. 16-letni single malt zori v novih sodih za šeri in je pred stekleničenjem hladno filtriran.
Glenallachie je tudi eden od viskijev, ki se uporablja za mešanje blended viskijev Clan Campbell ter White Heather.